# C19H36O4
化学式C19H36O4（摩尔质量：328.49 g/mol）可指：
- 十九烷二酸，CAS号：6250-70-0
- 新戊二醇二庚酸酯（法语：Néopentyl glycol diheptanoate），CAS号：27841-04-9

|  | 这个同类索引页列出了具有相同分子式的化学物（即同分異構體）条目。 除非您是有意链接至本页，否则应将相应条目的内部链接指向正确的条目。 |